# Glattfelden
Glattfelden ist eine politische Gemeinde im Bezirk Bülach des Kantons Zürich in der Schweiz an der Staatsgrenze zu Deutschland.

## Wappen
Blasonierung:
In Gold übereinander drei liegende schwarze Hirschstangen

## Geographie
Glattfelden liegt im Zürcher Unterland am letzten Teilstück des Flusses Glatt, der bei Rheinsfelden in den Rhein mündet. Der Ort umfasst neben dem Dorf Glattfelden die Siedlungen Schachen, Aarüti, Rheinsfelden und Zweidlen. Nachbargemeinden sind: Weiach, Hohentengen, Eglisau, Bülach, Hochfelden und Stadel. Zum Gemeindegebiet gehört auch die Exklave Neuhus, ein Einzelhof in der Rheinaue, wodurch Glattfelden auch mit Hüntwangen eine gemeinsame Grenze hat.
Südwestlich des Dorfes liegt auf einem Hügelsporn die Burgstelle Mangoldsburg.

## Bevölkerung
| Jahr | Einwohner |
| ---- | --------- |
| 1634 | 593       |
| 1771 | 634       |
| 1836 | 1098      |
| 1850 | 1247      |
| 1900 | 1584      |
| 1950 | 2209      |
| 2000 | 5377      |
| 2005 | 5546      |
| 2010 | 5876      |
| 2015 | 6235      |
| 2020 | 6893      |
| 2022 | 7043      |

- Bevölkerungsdichte: 427,8 Einw./km²
- Konfessionszugehörigkeit: 30,0 % evangelisch-reformiert, 20,9 % römisch-katholisch, 49,0 % keine oder andere konfessionelle Zugehörigkeit (Stand: 2022)[7]

## Politik

Glattfelden, historisches Luftbild von 1919, aufgenommen aus 100 Metern Höhe von Walter Mittelholzer

Gemeindepräsident ist Marco Dindo (SVP, Stand November 2023).
Mitglieder des Gemeinderats sind Marco Dindo (SVP), Michèle Dünki-Bättig (SP), Irma Frei (parteilos), René Gasser (FDP), Nadine Karch (parteilos), Heinrich Maag (parteilos) und Christian Meier (parteilos).
Bei der Nationalratswahl 2019 erreichten die Parteien folgende Wähleranteile: 
SVP 41,86 %, SP 14,29 %, glp 12,48 %, Grüne 10,20 %, FDP 8,67 %, EVP 3,85 %, CVP 2,58 %, EDU 2,55 %, BDP 2,23 % und andere (8) 1,32 %.
Die Wähleranteile bei der Nationalratswahl 2023: SVP 43,66 % (+1,80 %), SP 15,44 % (+1,15 %), glp 10,76 % (−1,72 %), FDP 8,05 % (−0,61 %), Grüne 6,97 % (−3,23 %), Die Mitte 6,29 % (+1,48 %), EVP 2,72 % (−1,13 %), EDU 2,1 % (−0,44 %), Aufrecht Zürich 1,54 %, andere (11) 2,46 %.

## Verkehr

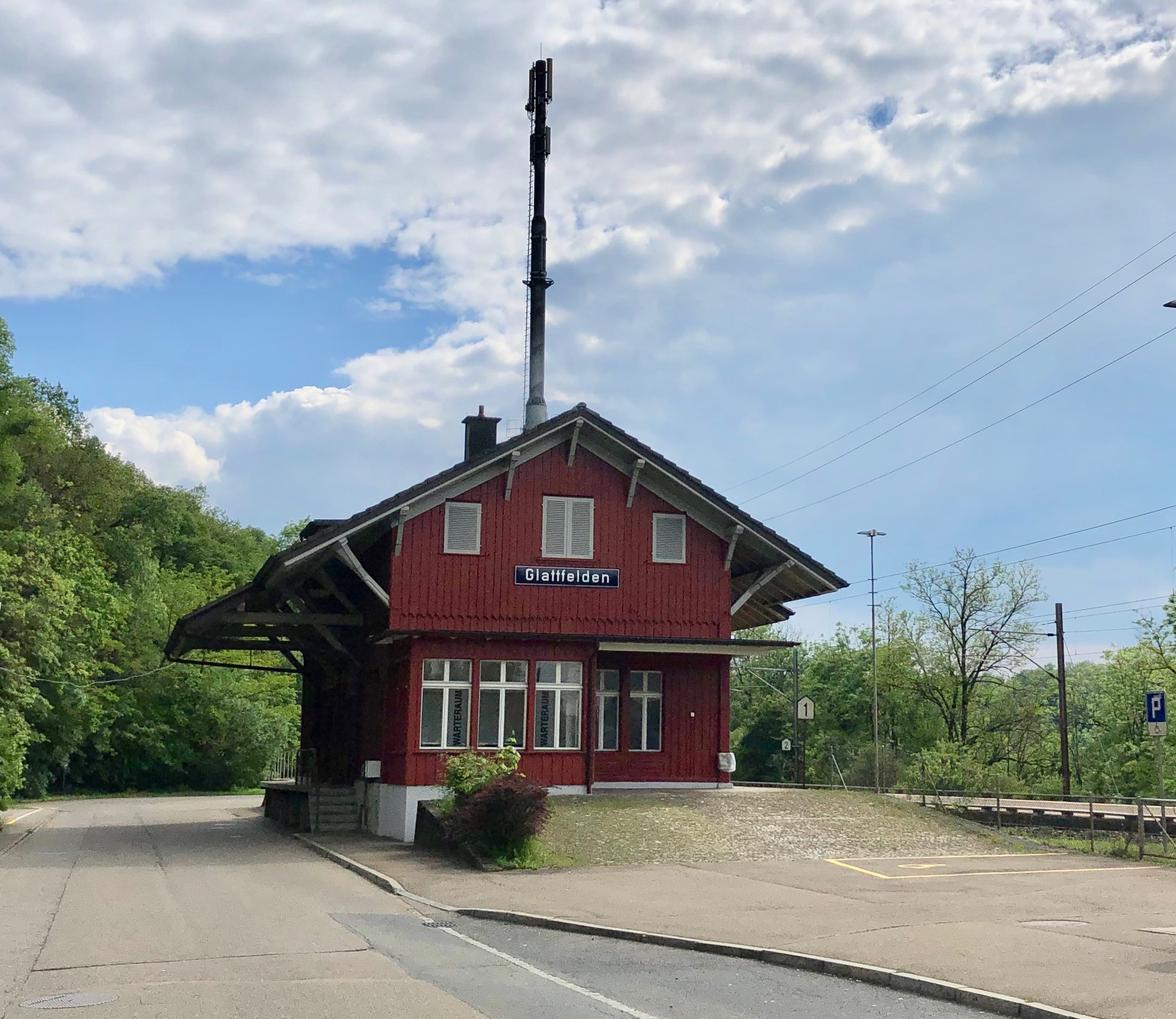
Station Glattfelden

Glattfelden liegt an der Hauptstrasse Nr. 7 Basel–Winterthur, die das Dorf als kantonale Autobahn A50 umfährt. Seit 2012 wird im Zürcher Regierungsrat das Projekt «Autobahnzusammenschluss Bülach-Glattfelden» verfolgt. Die Schaffhauserstrasse durch den Hardwald soll auf vier Spuren ausgebaut werden, um so die A50 mit der A51 zu verbinden. Die Bauarbeiten sollten nicht vor 2021 beginnen. Nach den seit Sommer 2022 laufenden und bis August 2023 fast abgeschlossenen Vorarbeiten plante das kantonale Tiefbauamt, im September 2023 mit den Bauarbeiten zu beginnen und die Strasse im Herbst 2025 dem Verkehr zu übergeben. Die Submissionsbeschwerde einer unterlegenen Bauunternehmung stoppte jedoch das Projekt, was zu einer Verschiebung des Baubeginns führte. Nachdem das Verwaltungsgericht aus formellen Gründen nicht auf die Beschwerde eingetreten war, wurde diese ans Bundesgericht weitergezogen, was ihr die aufschiebende Wirkung entzog. Damit konnte der Bau im Mai 2024 beginnen und die neue Autobahn soll voraussichtlich im September 2026 in Betrieb genommen werden.
Die Station Glattfelden liegt ausserhalb von Glattfelden auf dem Gemeindegebiet von Bülach an der Bahnstrecke Bülach–Schaffhausen und wird von der S 9 Schaffhausen – Jestetten – Rafz – Zürich HB – Stettbach – Uster der S-Bahn Zürich bedient. Die Buslinie 540 des Zürcher Verkehrsverbunds verbindet den Bahnhof mit dem Dorf und weiter bis zum Bahnhof Zweidlen.
Zweidlen verfügt über einen eigenen Bahnhof, der bei Rheinsfelden an der Linie Winterthur–Koblenz liegt. Täglich bedient die Linie S 36 Bülach – Bad Zurzach – Waldshut den Bahnhof. Dieser wurde im Zuge von Sparmassnahmen im Personenverkehr 1995 geschlossen, nach Protesten fünf Jahre später wieder eröffnet.

## Sehenswürdigkeiten
- Gottfried-Keller-Zentrum mit Museum
- Gottfried-Keller-Dichterweg von Glattfelden über den Laubberg (495 m) mit dem Aussichtspunkt «Paradisgärtli» und den «Heidenhöhlen» nach Kaiserstuhl
- Kraftwerk Eglisau-Glattfelden in Rheinsfelden
- Filmstudios Glattfelden, die grössten Filmstudios der Schweiz, ehemals Produktionsstätte von Lüthi und Blanc, im Jahr 2010 aber abgerissen

## Bilder

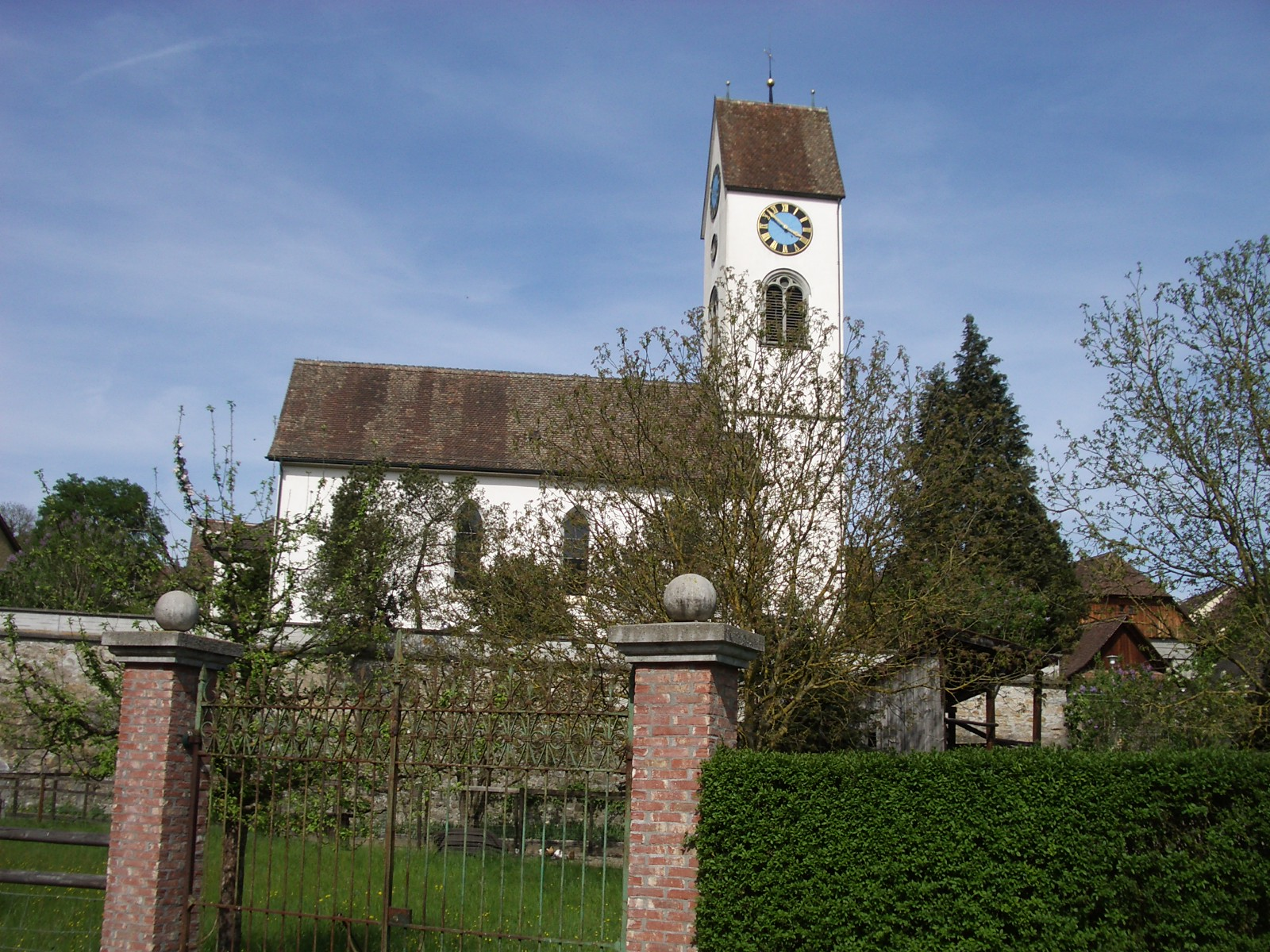
Reformierte Kirche
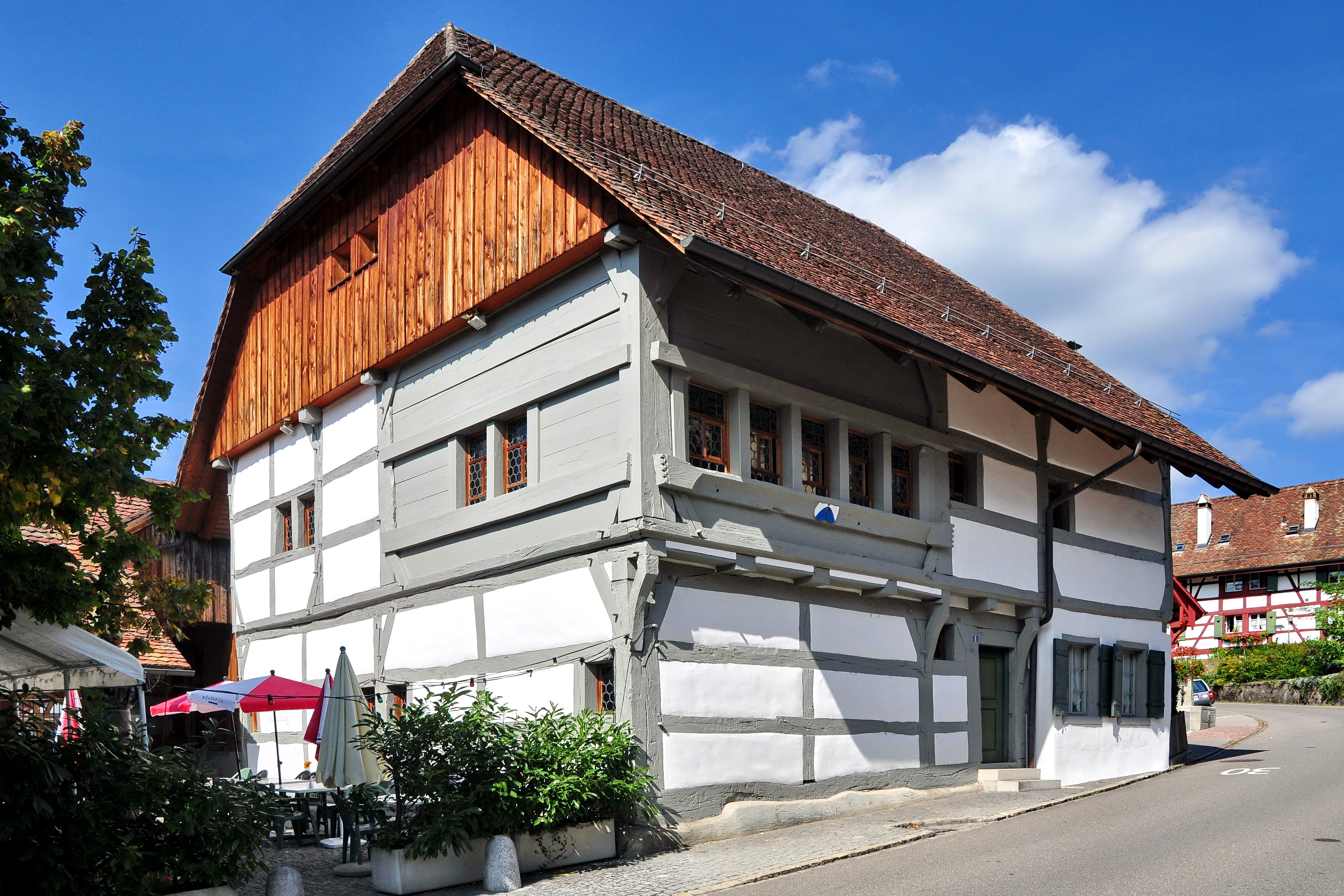
Klingelehaus von 1526, Gottfried-Keller-Zentrum
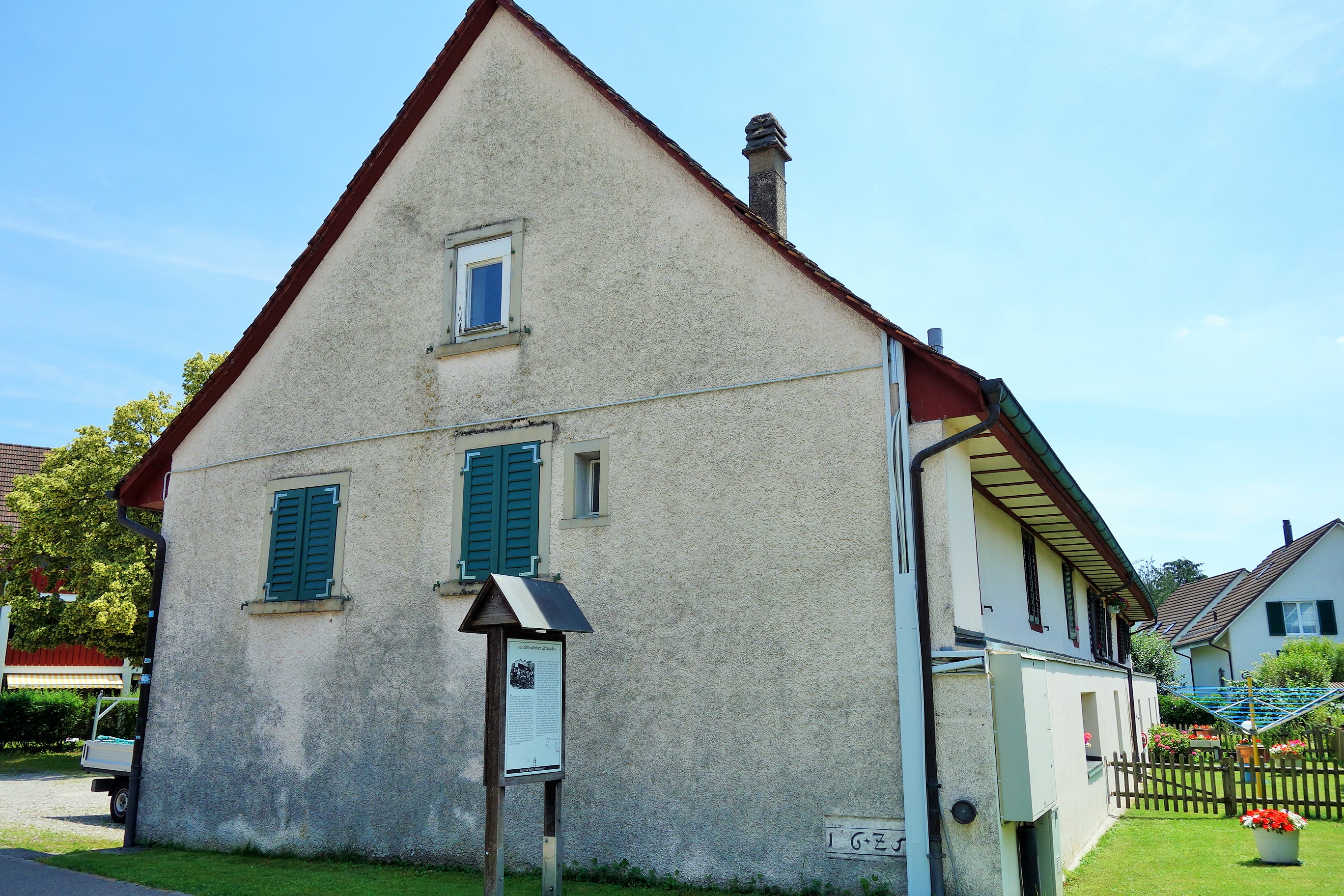
Alte Mühle von 1675 gegenüber dem abgebrochenen Haus des Oheims von Gottfried Keller
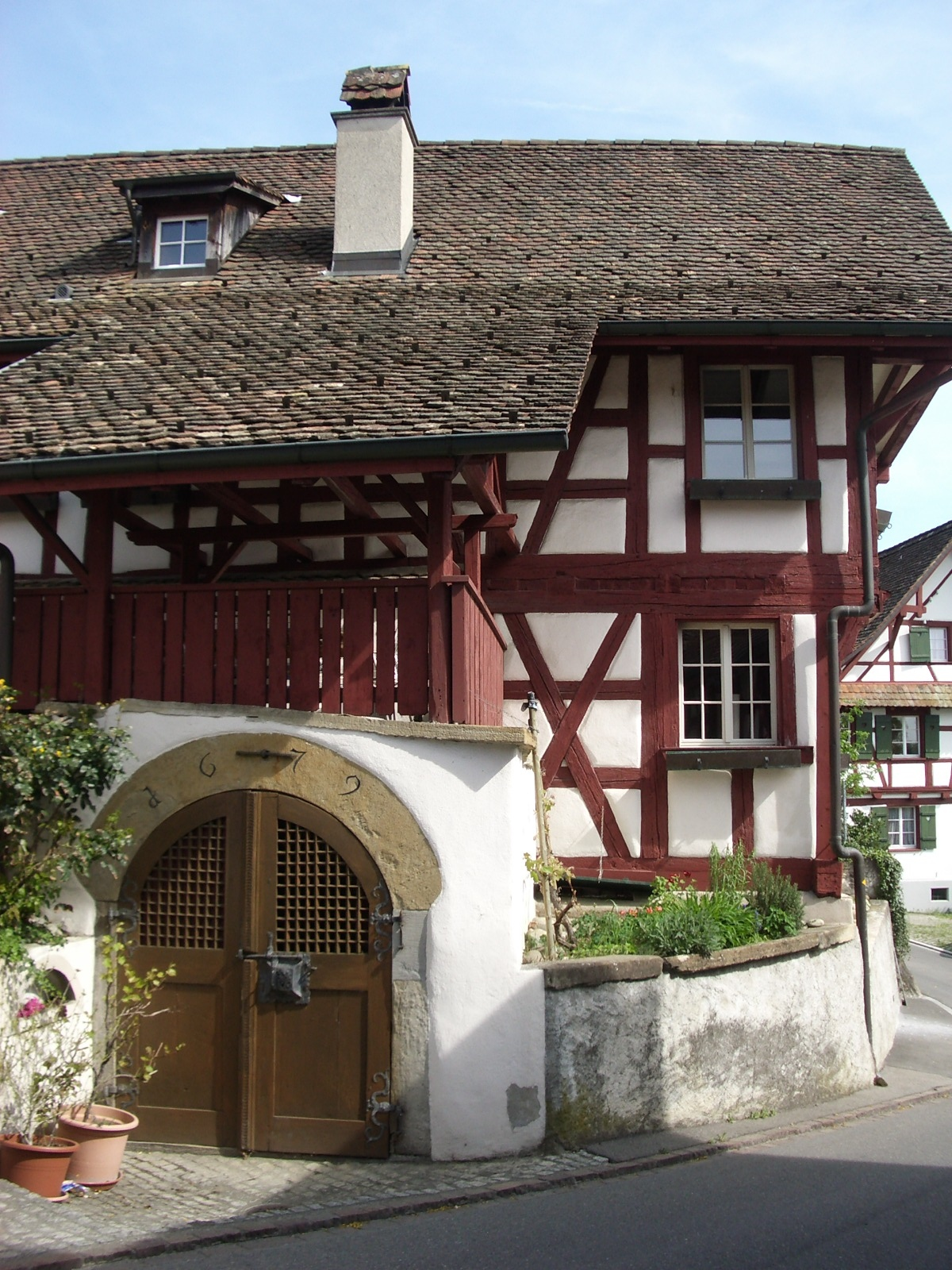
Altes Haus von 1679
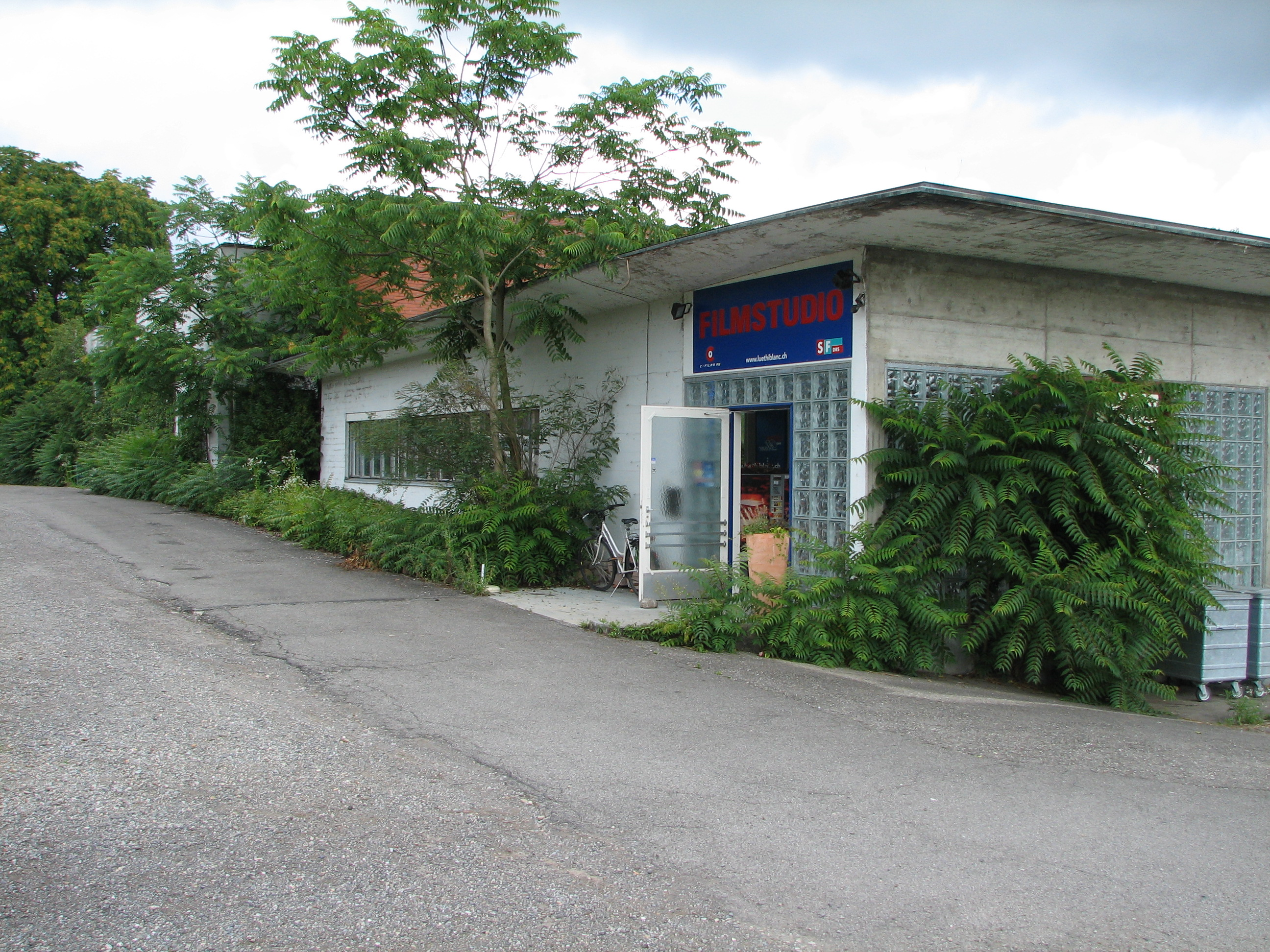
Aussenansicht der ehemaligen Filmstudios Glattfelden
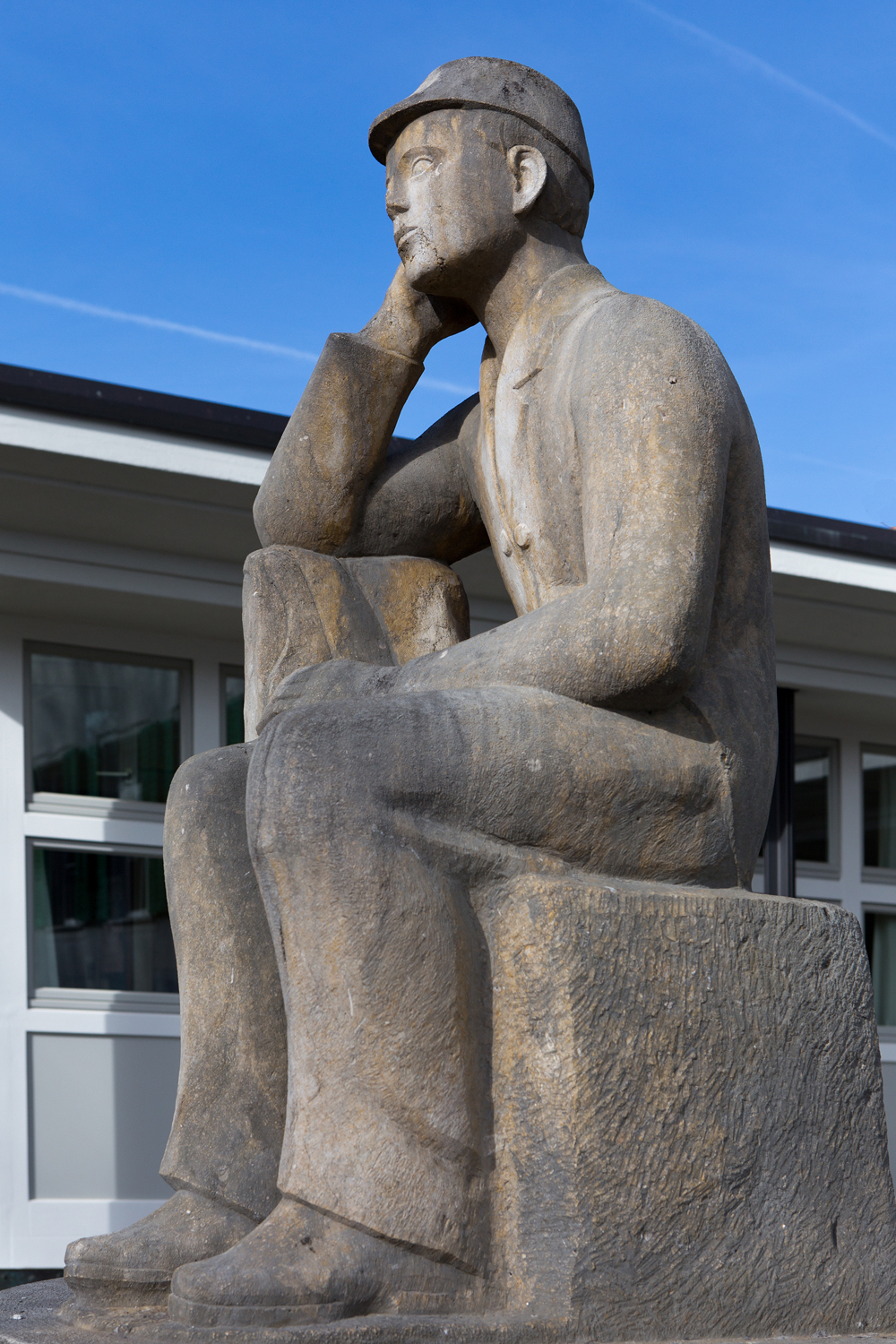
Gottfried-Keller-Brunnen
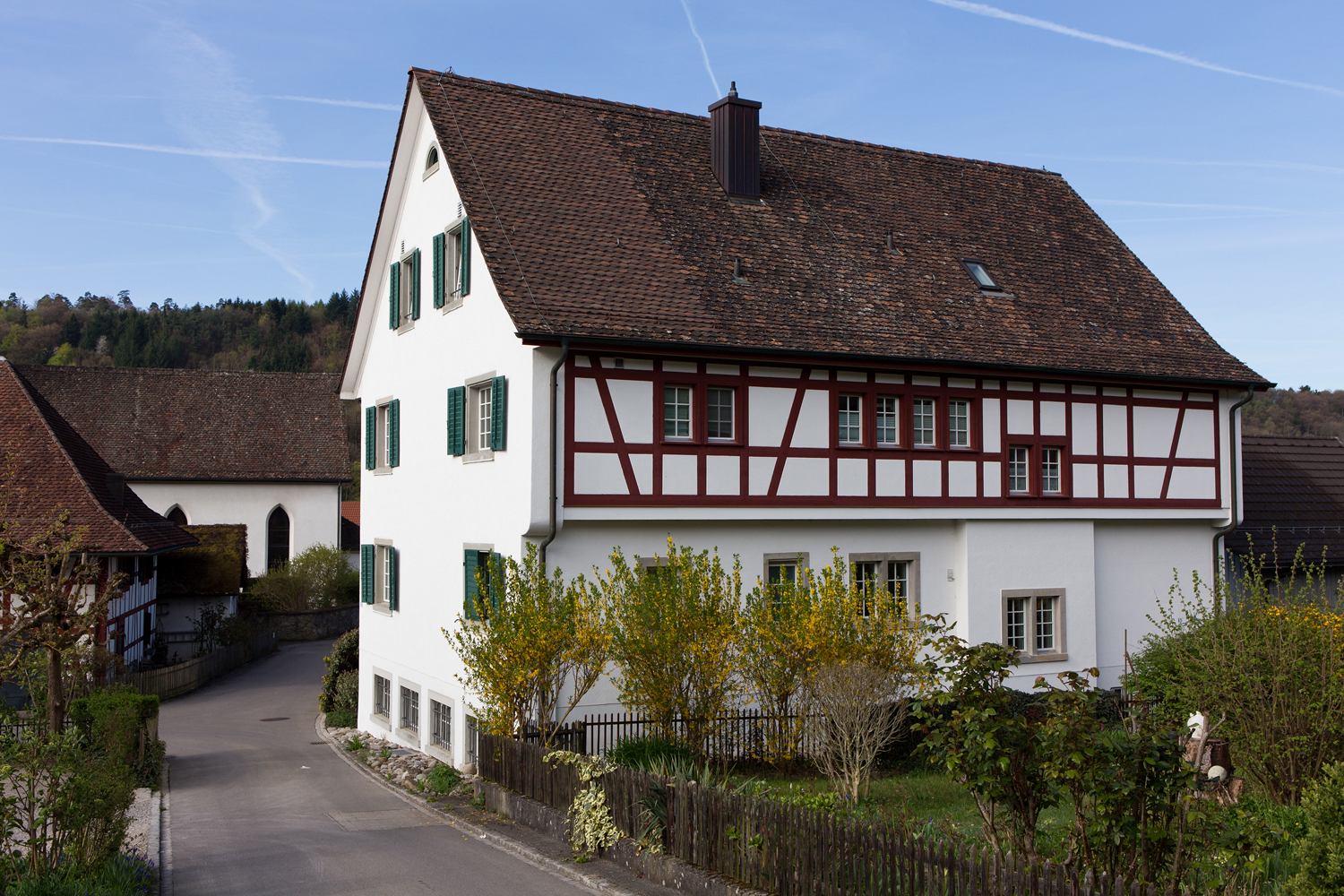
Reformiertes Pfarrhaus
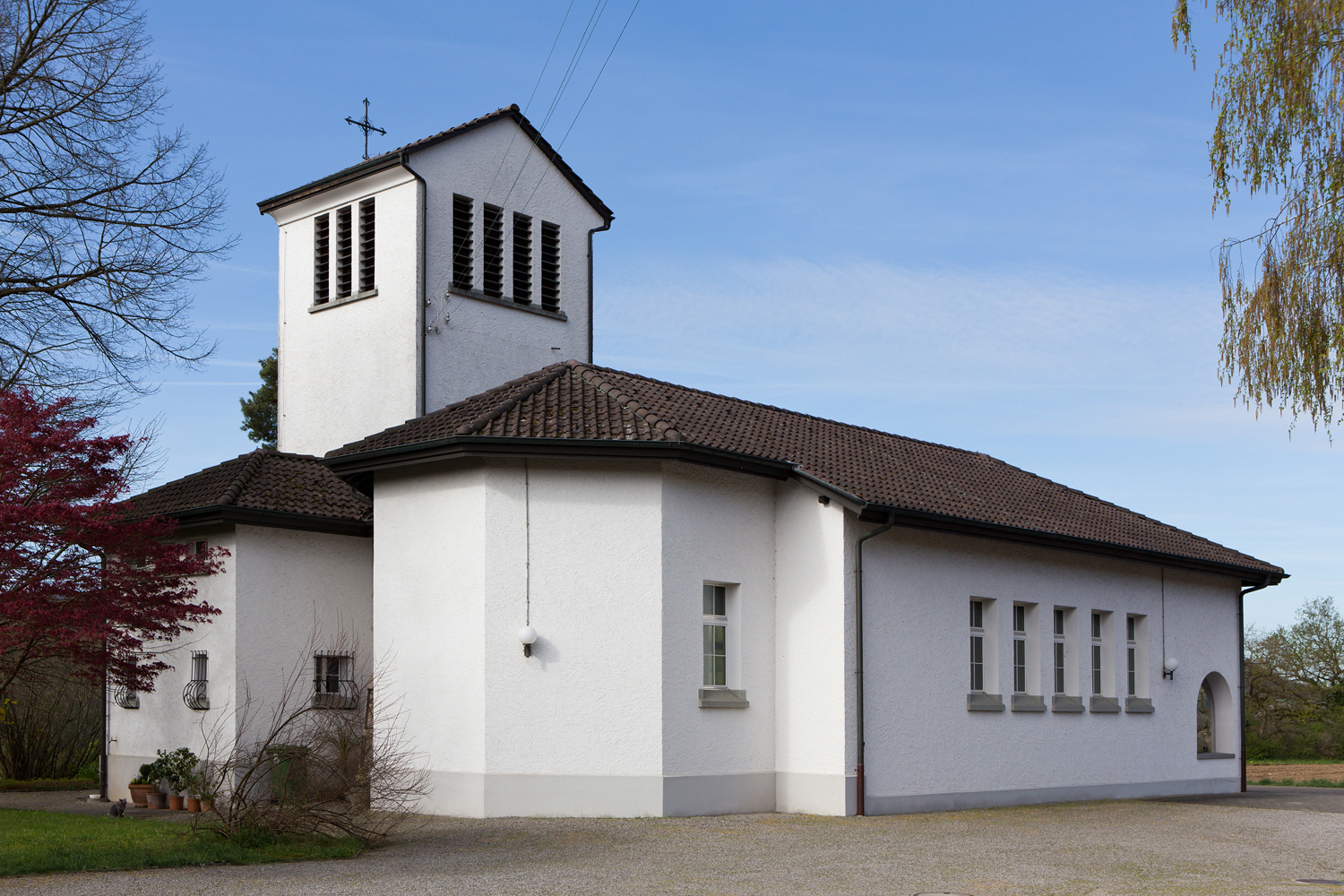
Katholische Kirche
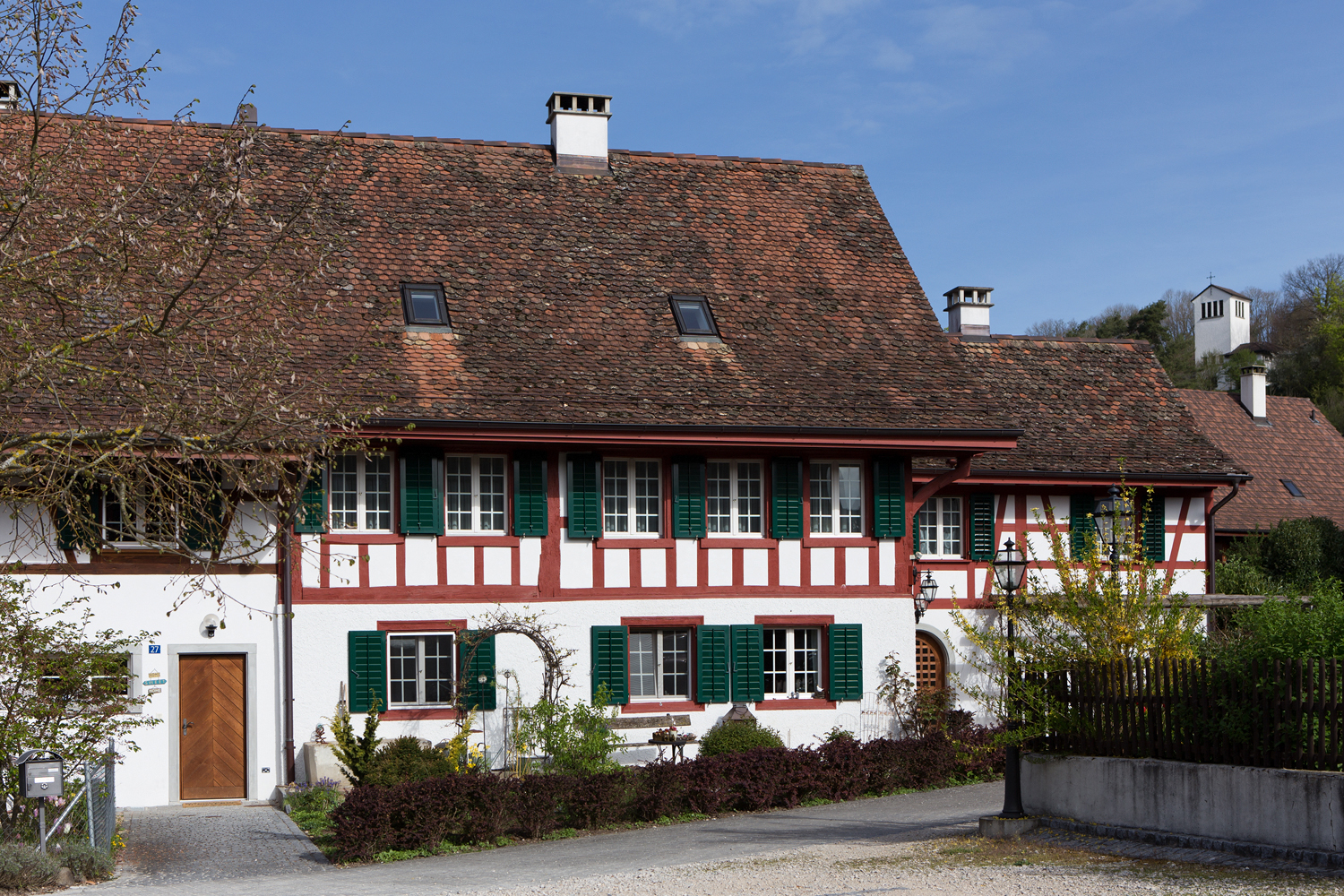
Winkel
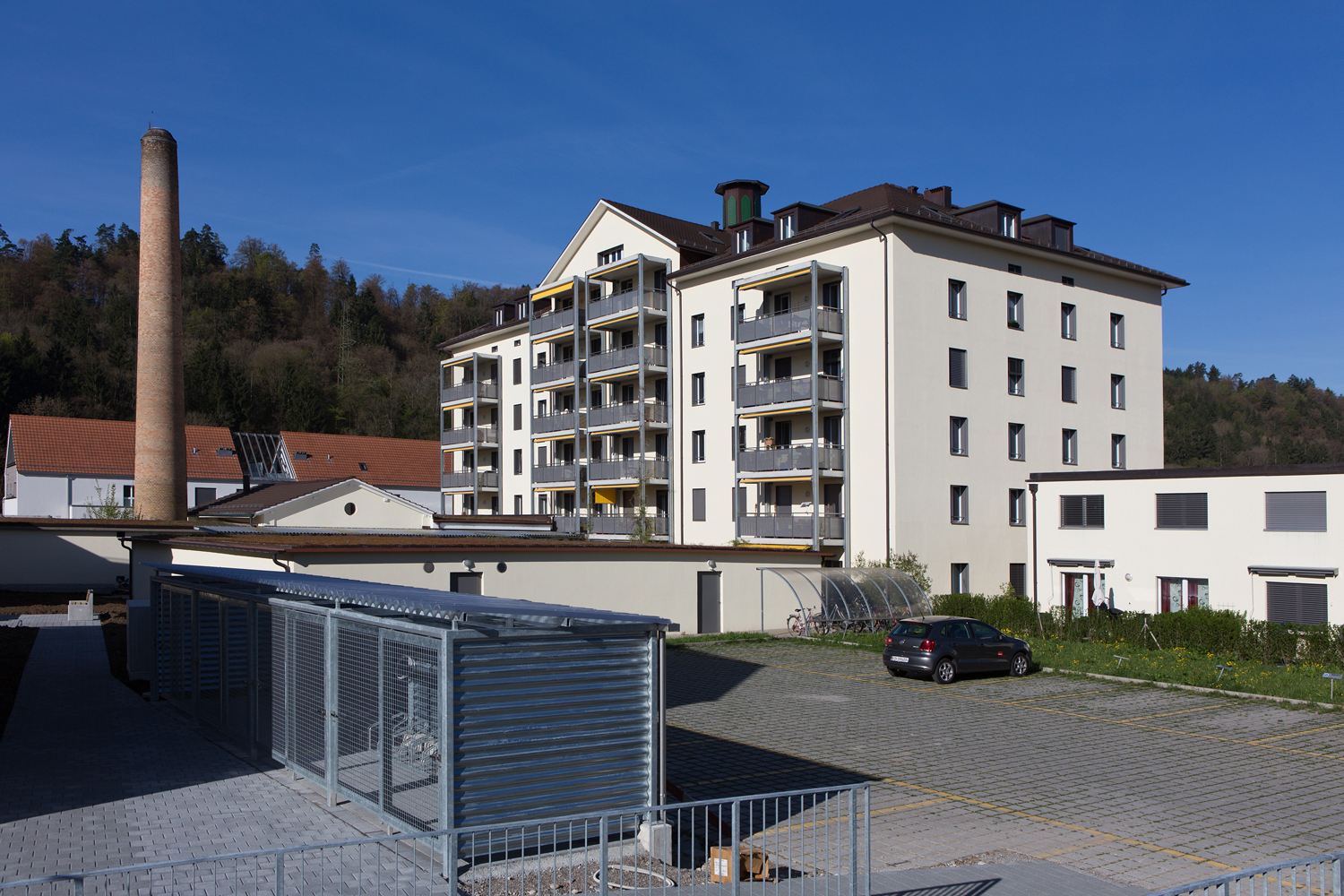
Ehemalige Spinnerei
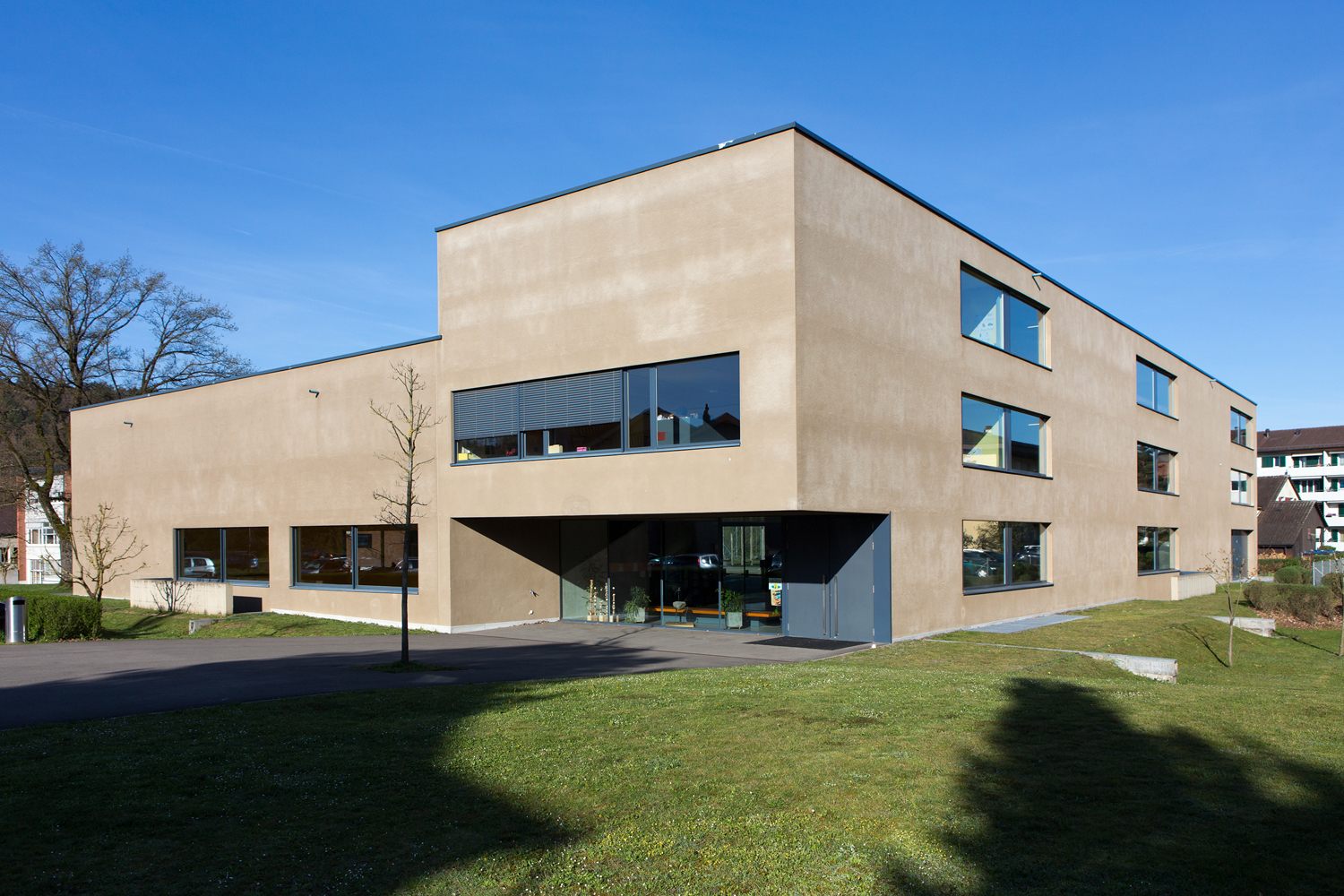
Schulhaus Eichhölzli
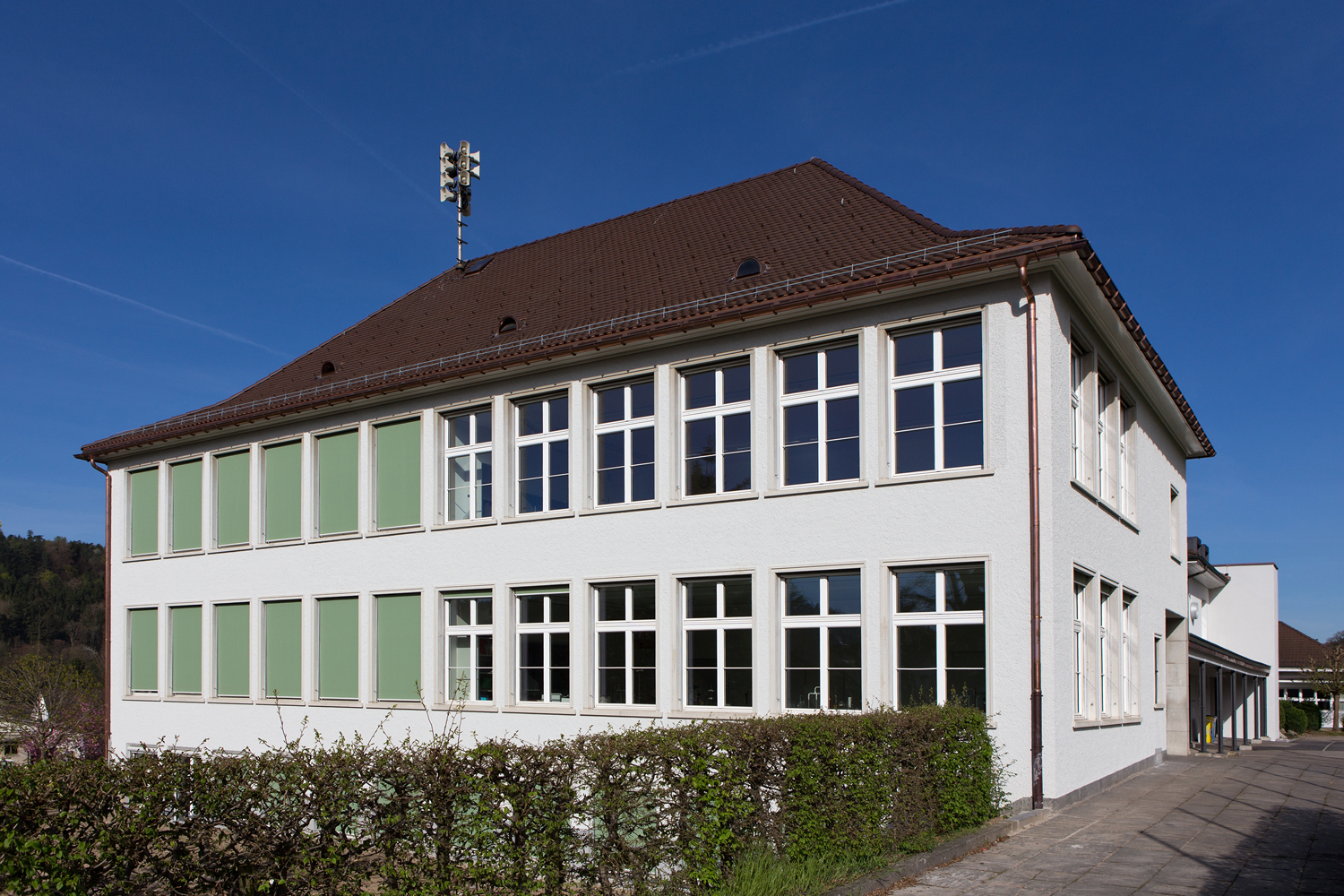
Schulhaus Hof

## Persönlichkeiten

### Söhne und Töchter der Gemeinde
- Johann Kaspar Hagenbuch (1700–1763), Theologe, Altertumsforscher und Hochschullehrer
- Johann Caspar Huber (1752–1827), Landschafts- und Marinemaler
- Friedrich Scheuchzer (1828–1895), Schweizer Mediziner, Redaktor und Politiker (Demokratische Bewegung)
- Paul Böhringer (1852–1929), Theologe
- Jakob Walder (1854–1915), Beamter und Politiker
- Samuel R. Külling (1924–2003), Theologe und Hochschullehrer

### Mit der Gemeinde verbundene Persönlichkeiten

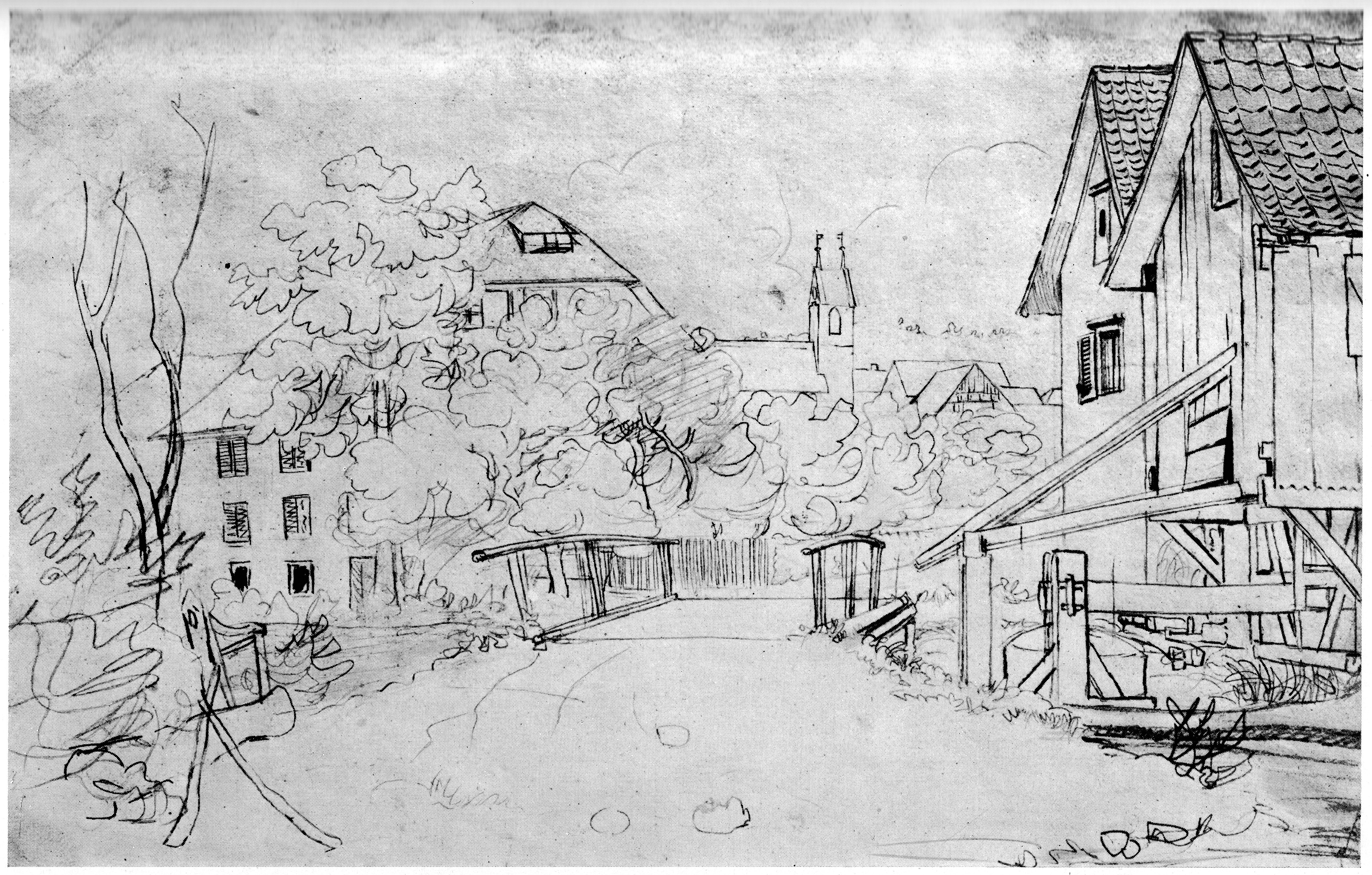
Das Dorf Glattfelden auf einer Zeichnung Gottfried Kellers von 1834

- Berühmt ist der Ort durch die innige Beziehung, die der Schweizer Dichter und Zürcher Staatsschreiber Gottfried Keller zu ihm hatte. In seiner Jugend verbrachte er seine Sommerferien in Glattfelden.
- Der Pfarrer und Lexikograph Josua Maaler lebte und starb in Glattfelden. Er ist der Verfasser des ersten auf die deutsche Sprache fokussierten Wörterbuchs.